# Zenon Francevič Svatoš
Zenon Francevič Svatoš (1886–1949) byl přírodovědec a cestovatel českého původu žijící v Rusku. Zasloužil se o ochranu sobola asijského a vybudování rezervace na jeho ochranu.

## Život
Zenonův dědeček Josef Svatoš pocházel z obce Luže u Vysokého Mýta na Chrudimsku. V roce 1881 se vystěhoval s celou rodinou za prací do Ruska. Zenon se narodil v roce 1886 na kozácké stanici Krymskaja na severním Kavkaze.
Zenonovy rodiče brzo zemřeli a Zenon byl vychován u příbuzných v Simferopolu, kde vystudoval reálku.
Na přelomu roků 1911 a 1912 se Zenon Svatoš zúčastnil expedice zoologického muzea Petrohradské akademie věd do východní Afriky (do oblasti dnešní Keni), kterou vedl kníže A. K. Gorčakov. Svatoš měl za úkol ulovit a preparovat pro muzejní účely velké africké savce a další zoologické exponáty.
V červnu 1912 se Svatoš zúčastnil výpravy na Špicberky, kterou vedl zoolog V. A. Rusanov. Po šesti týdnech se Svatoš a další dva členové výpravy vrátili s výsledky do Petrohradu. Zbytek výpravy pokračoval v průzkumu severní mořské cesty a nikdo další se už nevrátil.
V roce 1914 byl Svatoš přidělen do Bajkalské expedice, kterou vedl G. G. Doppelmaier. Expedice vedla do Barguzinského pohoří na východním břehu Bajkalu. Jedním z cílů bylo zkoumat život sobola a připravit možnost jeho ochrany. Rezervace Barguzin (Баргузинский заповедник) byla založena v roce 1916 jako první přírodní rezervace v Rusku. Svatoš se stal vědeckým pracovníkem rezervace a později v letech 1924-1945 i jejím ředitelem.
Zenon Svatoš zemřel v roce 1949 v Barguzinu, kde je i pohřben.